# سداب مارد
سَدَّاب مارد (الاسم العلمي: Cebrio gigas)، حشرة خاضلة خاشبة من فُصيلة السدابية وفصيلة الدودة السلكية. أعطانها في أوروبا (في جنوب فرنسا، شمال شرق إسبانيا، وفي بعض الأماكن في إيطاليا القارية وصقلية).